# Kamer van volksvertegenwoordigers (samenstelling 1908-1912)
De lijst van leden van de Belgische Kamer van volksvertegenwoordigers van 1908 tot 1912. De Kamer van volksvertegenwoordigers telde toen 166 leden. Het nationale kiesstelsel was in die periode gebaseerd op algemeen meervoudig stemrecht, volgens een systeem van evenredige vertegenwoordiging op basis van de methode-D'Hondt, gecombineerd met een districtenstelsel. Naargelang opleiding, cijns die men betaalde of een combinatie van beide kregen alle mannelijke Belgen van 25 jaar en ouder respectievelijk één, twee of drie stemmen.
De 24ste legislatuur van de Kamer van volksvertegenwoordigers liep van 10 juni 1908 tot 3 mei 1912 en volgde uit de verkiezingen van 24 mei 1908. Bij deze verkiezingen werden 81 van de 166 parlementsleden verkozen. Dit was het geval in de kieskringen Bergen, Charleroi, Thuin, Zinnik, Doornik-Aat, Hasselt, Tongeren-Maaseik, Luik, Verviers, Hoei-Borgworm, Gent-Eeklo, Aalst, Oudenaarde, Dendermonde en Sint-Niklaas. Op 22 mei 1910 vonden tussentijdse verkiezingen plaats, waarbij de 85 resterende parlementsleden verkozen werden. Dit was in het geval in de kieskringen Antwerpen, Mechelen, Turnhout, Brussel, Leuven, Nijvel, Brugge, Kortrijk, Ieper, Veurne-Diksmuide-Oostende, Roeselare-Tielt, Namen, Dinant-Philippeville, Aarlen-Marche-Bastenaken en Neufchâteau-Virton.
Tijdens deze legislatuur waren achtereenvolgens de regering-Schollaert (januari 1908 - juni 1911) en de regering-De Broqueville I (juni 1911 - november 1918) in functie. Deze regeringen steunden op een katholieke meerderheid. De oppositie bestond dus uit de liberalen, de socialisten en de daensisten.

## Zittingen
In de 24ste zittingsperiode (1908-1912) vonden vijf zittingen plaats. Van rechtswege kwamen de Kamers ieder jaar bijeen op de tweede dinsdag van november.
| Zitting               | Opening          | Sluiting         |
| --------------------- | ---------------- | ---------------- |
| buitengewone zitting  | 10 juni 1908     | 9 september 1908 |
| 2de zitting 1908-1909 | 10 november 1908 | 5 november 1909  |
| 3de zitting 1909-1910 | 9 november 1909  | 14 mei 1910      |
| 4de zitting 1910-1911 | 8 september 1910 | 5 augustus 1911  |
| 5de zitting 1911-1912 | 14 november 1911 | 13 mei 1912      |

## Samenstelling
| Begin legislatuur (1908) | Begin legislatuur (1908) | Begin legislatuur (1908) | Einde legislatuur (1912) | Einde legislatuur (1912) | Einde legislatuur (1912) |
| Fractie                  | Fractie                  | Zetels                   | Fractie                  | Fractie                  | Zetels                   |
| ------------------------ | ------------------------ | ------------------------ | ------------------------ | ------------------------ | ------------------------ |
|                          | Katholieken              | 87                       |                          | Katholieken              | 86                       |
|                          | Liberalen                | 43                       |                          | Liberalen                | 44                       |
|                          | Socialisten              | 35                       |                          | Socialisten              | 35                       |
|                          | Daensisten               | 1                        |                          | Daensisten               | 1                        |

Wijzigingen in fractiesamenstelling:
- In 1909 overlijdt de socialist Joseph Fossion. Zijn opvolger wordt de liberaal Léopold Gillard.
- Bij de periodieke verkiezingen van 1910 verliezen de katholieken een zetel ten voordele van de socialisten.
- In 1911 neemt de socialist Prosper Van Langendonck ontslag. Hij wordt opgevolgd door de liberaal Eugène Beauduin. Eind 1911 neemt Beauduin echter ontslag, waarna de socialist Louis Claes in de Kamer komt.

## Lijst van de volksvertegenwoordigers
| Volksvertegenwoordiger                | Partij    | Kieskring                 | Opmerkingen |
| ------------------------------------- | --------- | ------------------------- | --- |
| Frans Van Cauwelaert                  | Katholiek | Antwerpen                 | Vervangt vanaf 10 november 1910 Edward Coremans, die niet meer opkwam bij de tussentijdse verkiezingen. |
| Robert de Kerchove d'Exaerde          | Katholiek | Antwerpen                 | Vervangt vanaf 10 november 1910 Edouard Biart, die niet meer opkwam bij de tussentijdse verkiezingen. De Kerchove d'Exaerde is secretaris vanaf 14 november 1911.                                                                                   |
| Emmanuel de Meester                   | Katholiek | Antwerpen                 | Vervangt vanaf 15 november 1910 Auguste Delbeke, die om beroepsredenen ontslag neemt. |
| Jean-Baptiste De Winter               | Katholiek | Antwerpen                 | |
| Paul Segers                           | Katholiek | Antwerpen                 | |
| Adelfons Henderickx                   | Katholiek | Antwerpen                 | |
| Emile Van Reeth                       | Katholiek | Antwerpen                 | |
| Frédéric Delvaux                      | Liberaal  | Antwerpen                 | |
| Louis Franck (1868-1937)              | Liberaal  | Antwerpen                 | |
| Paul Vekemans                         | Liberaal  | Antwerpen                 | Vervangt vanaf 29 maart 1911 de overleden Jacques Verheyen. Vekemans zetelde eerder van 1 februari tot 9 november 1910 in de Kamer ter vervanging van de overleden Georges Tonnelier.                                                               |
| Leo Augusteyns                        | Liberaal  | Antwerpen                 | |
| Gustave Royers                        | Liberaal  | Antwerpen                 | Vervangt vanaf 10 november 1910 Paul Vekemans, die niet herkozen raakte bij de tussentijdse verkiezingen. Vekemans zelf verving vanaf 1 februari 1910 de overleden Georges Tonnelier.                                                               |
| Modeste Terwagne                      | Socialist | Antwerpen                 | |
| Charles Lefebvre                      | Katholiek | Mechelen                  | Vervangt vanaf 12 december 1911 de overleden Albert Alexandre Lefebvre. |
| Jules Ortegat                         | Katholiek | Mechelen                  | Vervangt vanaf 27 april 1909 de overleden Edouard De Cocq. |
| Florent Van Cauwenbergh               | Katholiek | Mechelen                  | |
| Victor Van de Walle                   | Liberaal  | Mechelen                  | |
| Charles de Broqueville                | Katholiek | Turnhout                  | |
| Alphonse Versteylen                   | Katholiek | Turnhout                  | |
| Remi Le Paige                         | Katholiek | Turnhout                  | |
| Edmond Nerincx                        | Katholiek | Brussel                   | Ondervoorzitter. |
| Paul Wauwermans                       | Katholiek | Brussel                   | |
| Henri Colfs                           | Katholiek | Brussel                   | |
| Jules Renkin                          | Katholiek | Brussel                   | |
| Henri Carton de Wiart                 | Katholiek | Brussel                   | Secretaris tot 18 juni 1911. |
| Léon de Lantsheere                    | Katholiek | Brussel                   | |
| François-Xavier De Bue                | Katholiek | Brussel                   | Vervangt vanaf 10 november 1910 Leon De Coster, die niet herkozen raakte bij de tussentijdse verkiezingen. |
| Léon Théodor                          | Katholiek | Brussel                   | Vervangt vanaf 10 november 1910 Pierre Hellinckx, die niet meer opkwam bij de tussentijdse verkiezingen. |
| Jean de Jonghe d'Ardoye               | Katholiek | Brussel                   | Vervangt vanaf 15 november 1911 Ernest Goffin, die wegens gezondheidsredenen besluit om niet te zetelen. Goffin zelf verving vanaf 14 november 1911 de overleden Julien Van Der Linden.                                                             |
| Louis Huysmans                        | Liberaal  | Brussel                   | |
| Paul Janson                           | Liberaal  | Brussel                   | Co-voorzitter van de liberale fractie. |
| Paul Hymans                           | Liberaal  | Brussel                   | |
| Emile Féron                           | Liberaal  | Brussel                   | |
| Fernand Cocq                          | Liberaal  | Brussel                   | Vervangt vanaf 19 oktober 1909 de overleden Léon Lepage. |
| Maurice Lemonnier                     | Liberaal  | Brussel                   | |
| Alfred Monville                       | Liberaal  | Brussel                   | |
| Emile Vandervelde                     | Socialist | Brussel                   | |
| Louis Bertrand                        | Socialist | Brussel                   | |
| Camille Huysmans                      | Socialist | Brussel                   | Vervangt vanaf 10 november 1910 Georges Delbastée, die niet meer opkwam bij de tussentijdse verkiezingen. Delbastée was secretaris tot 4 mei 1910.                                                                                                  |
| Antoine Delporte                      | Socialist | Brussel                   | |
| Léon Meysmans                         | Socialist | Brussel                   | |
| Frans Schollaert                      | Katholiek | Leuven                    | |
| Léon Rosseeuw                         | Katholiek | Leuven                    | |
| Fernand de Wouters d'Oplinter         | Katholiek | Leuven                    | Vervangt vanaf 5 mei 1911 Auguste de Becker Remy, die lid wordt van de Belgische Senaat. |
| Prosper Poullet                       | Katholiek | Leuven                    | |
| Raoul Claes                           | Liberaal  | Leuven                    | |
| Louis Claes                           | Socialist | Leuven                    | Vervangt vanaf 5 december 1911 Eugène Beauduin (Liberaal), die om beroepsredenen ontslag neemt. Beauduin zelf verving vanaf 1 november 1911 Prosper Van Langendonck (Socialist), die wegens betrokkenheid bij een financieel schandaal ontslag nam. |
| Emile de Lalieux de La Rocq           | Katholiek | Nijvel                    | Vervangt vanaf 3 mei 1911 de overleden Georges Snoy. Eerder zetelde hij tot 9 november 1910 ook in de Kamer, maar werd bij de tussentijdse verkiezingen niet herkozen.                                                                              |
| Léon Jourez                           | Liberaal  | Nijvel                    | |
| Adolphe May                           | Liberaal  | Nijvel                    | Vervangt vanaf 10 november 1910 Emile de Lalieux de La Rocq (Katholiek), die niet herkozen raakte bij de tussentijdse verkiezingen. |
| Alphonse Allard                       | Socialist | Nijvel                    | |
| Amedée Visart de Bocarmé              | Katholiek | Brugge                    | |
| Eugène Standaert                      | Katholiek | Brugge                    | |
| Joseph Strubbe                        | Katholiek | Brugge                    | Vervangt vanaf 26 juni 1908 Maurice de Maere d'Aertrycke, die verkiest om niet te zetelen. |
| Albert Thooris                        | Liberaal  | Brugge                    | |
| Ernest Reynaert                       | Katholiek | Kortrijk                  | Vervangt vanaf 9 november 1910 Auguste Reynaert, die niet meer opkwam bij de tussentijdse verkiezingen. |
| Julien Liebaert                       | Katholiek | Kortrijk                  | |
| Augustin Peel                         | Katholiek | Kortrijk                  | Vervangt vanaf 7 februari 1911 de overleden Edouard Busschaert. |
| Herman Van Leynseele                  | Liberaal  | Kortrijk                  | Vervangt vanaf 14 november 1911 Raymond Vande Venne, die lid wordt van de Belgische Senaat. |
| August Debunne                        | Socialist | Kortrijk                  | |
| Jean Maes                             | Katholiek | Veurne-Diksmuide-Oostende | Vervangt vanaf 9 november 1910 Eugène De Groote, die niet meer opkwam bij de tussentijdse verkiezingen. |
| Auguste Pil                           | Katholiek | Veurne-Diksmuide-Oostende | |
| Auguste Hamman                        | Katholiek | Veurne-Diksmuide-Oostende | |
| Adolphe Buyl                          | Liberaal  | Veurne-Diksmuide-Oostende | |
| Auguste Beernaert                     | Katholiek | Roeselare-Tielt           | |
| Charles Gillès de Pelichy             | Katholiek | Roeselare-Tielt           | |
| Aloys Van de Vyvere                   | Katholiek | Roeselare-Tielt           | Vervangt vanaf 9 februari 1911 Maurice Van der Bruggen, die om gezondheidsredenen ontslag neemt. |
| Julien Delbeke                        | Katholiek | Roeselare-Tielt           | |
| René Colaert                          | Katholiek | Ieper                     | |
| Félix Van Merris                      | Katholiek | Ieper                     | |
| Ernest Nolf                           | Liberaal  | Ieper                     | |
| Charles Woeste                        | Katholiek | Aalst                     | |
| Louis De Sadeleer                     | Katholiek | Aalst                     | |
| Romain Moyersoen                      | Katholiek | Aalst                     | Vervangt vanaf 9 november 1910 de overleden Paul Piéraert. |
| Jules Rens                            | Liberaal  | Aalst                     | |
| Pieter Daens                          | Daensist  | Aalst                     | |
| Jean-Baptiste de Ghellinck d'Elseghem | Katholiek | Oudenaarde                | |
| Louis Thienpont                       | Katholiek | Oudenaarde                | |
| Pierre D'hauwer                       | Liberaal  | Oudenaarde                | |
| Gérard Cooreman                       | Katholiek | Gent-Eeklo                | Parlementsvoorzitter. |
| Victor Begerem                        | Katholiek | Gent-Eeklo                | |
| Justin Van Cleemputte                 | Katholiek | Gent-Eeklo                | |
| Jules Maenhaut van Lemberge           | Katholiek | Gent-Eeklo                | |
| Arthur Verhaegen                      | Katholiek | Gent-Eeklo                | |
| Auguste Huyshauwer                    | Katholiek | Gent-Eeklo                | Secretaris. |
| Emile Braun                           | Liberaal  | Gent-Eeklo                | |
| Arthur Buysse                         | Liberaal  | Gent-Eeklo                | Vervangt vanaf 26 januari 1909 de overleden Jules Devigne. |
| Albert Mechelynck                     | Liberaal  | Gent-Eeklo                | |
| Edward Anseele                        | Socialist | Gent-Eeklo                | |
| Jean-Baptiste Lampens                 | Socialist | Gent-Eeklo                | |
| Louis de Brouchoven de Bergeyck       | Katholiek | Sint-Niklaas              | |
| Frans Van Brussel                     | Katholiek | Sint-Niklaas              | |
| Auguste Raemdonck van Megrode         | Katholiek | Sint-Niklaas              | |
| Jean Persoons                         | Liberaal  | Sint-Niklaas              | |
| Emile Tibbaut                         | Katholiek | Dendermonde               | |
| Leon Bruynincx                        | Katholiek | Dendermonde               | |
| Cesar Van Damme                       | Liberaal  | Dendermonde               | |
| Ernest Drion du Chapois               | Katholiek | Charleroi                 | Vervangt vanaf 28 april 1909 Adolphe Drion du Chapois, die om gezondheidsredenen ontslag neemt. |
| Michel Levie                          | Katholiek | Charleroi                 | |
| Maurice Pirmez                        | Katholiek | Charleroi                 | Quaestor vanaf 22 november 1911. |
| Emile Buisset                         | Liberaal  | Charleroi                 | |
| Jules Destrée                         | Socialist | Charleroi                 | |
| Pierre Lambillotte                    | Socialist | Charleroi                 | |
| Ferdinand Cavrot                      | Socialist | Charleroi                 | Vervangt vanaf 10 juni 1908 Paul Pastur, die verkiest om gedeputeerde van de provincie Henegouwen te blijven. |
| Jean Caeluwaert                       | Socialist | Charleroi                 | |
| Henri Léonard                         | Socialist | Charleroi                 | |
| Alphonse Harmignie                    | Katholiek | Bergen                    | Ondervoorzitter. |
| Victor Delporte                       | Katholiek | Bergen                    | |
| Fulgence Masson                       | Liberaal  | Bergen                    | |
| Aurèle Maroille                       | Socialist | Bergen                    | |
| Alphonse Brenez                       | Socialist | Bergen                    | |
| Louis Pépin                           | Socialist | Bergen                    | |
| Léon Mabille                          | Katholiek | Zinnik                    | |
| Alphonse Gravis                       | Katholiek | Zinnik                    | |
| Jules Mansart                         | Socialist | Zinnik                    | Secretaris vanaf 15 november 1910. |
| Pol-Clovis Boël                       | Liberaal  | Zinnik                    | |
| Henri Duquesne Watelet de la Vinelle  | Katholiek | Doornik-Aat               | |
| Joseph Hoÿois                         | Katholiek | Doornik-Aat               | |
| Emile Boval                           | Katholiek | Doornik-Aat               | |
| Albert Asou                           | Liberaal  | Doornik-Aat               | |
| Oswald Ouverleaux                     | Liberaal  | Doornik-Aat               | |
| Emile Royer                           | Socialist | Doornik-Aat               | |
| Léon Gendebien                        | Katholiek | Thuin                     | |
| Raoul Warocqué                        | Liberaal  | Thuin                     | Quaestor. |
| Nicolas Berloz                        | Socialist | Thuin                     | |
| Dominique Pitsaer                     | Katholiek | Hoei-Borgworm             | |
| Jules Giroul                          | Liberaal  | Hoei-Borgworm             | |
| Georges Hubin                         | Socialist | Hoei-Borgworm             | |
| Joseph Wauters                        | Socialist | Hoei-Borgworm             | |
| Gustave Francotte                     | Katholiek | Luik                      | |
| Jules Dallemagne                      | Katholiek | Luik                      | |
| Georges Polet                         | Katholiek | Luik                      | |
| Xavier Neujean                        | Liberaal  | Luik                      | Co-voorzitter van de liberale fractie. |
| Charles Van Marcke de Lummen          | Liberaal  | Luik                      | |
| Ferdinand Fléchet                     | Liberaal  | Luik                      | |
| Hector Denis                          | Socialist | Luik                      | |
| Célestin Demblon                      | Socialist | Luik                      | |
| Léon Troclet                          | Socialist | Luik                      | |
| Samuel Donnay                         | Socialist | Luik                      | |
| Jean-Baptiste Schinler                | Socialist | Luik                      | |
| Joseph Dejardin                       | Socialist | Luik                      | Vervangt vanaf 14 december 1909 de overleden Paul Smeets. |
| Julien Davignon                       | Katholiek | Verviers                  | |
| Antoine Borboux                       | Katholiek | Verviers                  | Secretaris. |
| Eugène Mullendorff                    | Liberaal  | Verviers                  | |
| Jean Dauvister                        | Socialist | Verviers                  | Vervangt vanaf 9 februari 1909 de overleden Jean Malempré. |
| Henri Pirard                          | Socialist | Verviers                  | |
| Clément Cartuyvels                    | Katholiek | Hasselt                   | |
| Albert Palmers de Terlaemen           | Katholiek | Hasselt                   | |
| Clément Peten                         | Liberaal  | Hasselt                   | |
| Joris Helleputte                      | Katholiek | Tongeren-Maaseik          | |
| François de Schaetzen                 | Katholiek | Tongeren-Maaseik          | Vervangt vanaf 14 november 1911 Camille Desmaisières, die lid wordt van de Belgische Senaat. Desmaisières was quaestor tot 7 oktober 1911. |
| Paul Neven                            | Liberaal  | Tongeren-Maaseik          | |
| Adolphe de Limburg Stirum             | Katholiek | Aarlen-Marche-Bastenaken  | Quaestor. |
| Léon du Bus de Warnaffe               | Katholiek | Aarlen-Marche-Bastenaken  | |
| Camille Ozeray                        | Liberaal  | Aarlen-Marche-Bastenaken  | Vervangt vanaf 24 juli 1908 de overleden Emile François. |
| Winand Heynen                         | Katholiek | Neufchâteau-Virton        | |
| Georges Lorand                        | Liberaal  | Neufchâteau-Virton        | |
| Albert d'Huart                        | Katholiek | Dinant-Philippeville      | Vervangt vanaf 9 november 1910 Georges Cousot, die niet meer opkwam bij de tussentijdse verkiezingen. |
| Léon Hubert                           | Katholiek | Dinant-Philippeville      | |
| Grégoire Horlait                      | Socialist | Dinant-Philippeville      | |
| Emile Capelle                         | Liberaal  | Dinant-Philippeville      | |
| Auguste Mélot                         | Katholiek | Namen                     | |
| Louis Petit                           | Katholiek | Namen                     | |
| Léon Furnémont                        | Socialist | Namen                     | |
| Joseph Bologne                        | Socialist | Namen                     | Vervangt vanaf 9 november 1910 Léopold Gillard (Liberaal), die niet meer opkwam bij de tussentijdse verkiezingen. Gillard zelf verving vanaf 27 september 1909 de overleden Joseph Fossion (Socialist).                                             |
| Eugène Hambursin                      | Liberaal  | Namen                     | |

## Commissies
Op 10 maart 1909 werd een parlementaire onderzoekscommissie opgericht teneinde de uitslagen van de wet van 21 mei 1902 (wijziging van de militiewet en van de wet op de bezoldiging van de dienstplichtigen) na te gaan.